# Henry E. Holt
Henry E. Holt (Richwood, 27 settembre 1929 – Tempe, 5 maggio 2019) è stato un astronomo statunitense.

## Biografia
Il Minor Planet Center gli accredita la scoperta di 690 asteroidi, effettuate tra il 1989 e il 1993, in parte in collaborazione con altri astronomi: Jeffery Brown, David Levy, Carolyn Shoemaker e Norman Thomas.
È inoltre co-scopritore di varie comete: le comete periodiche 121P/Shoemaker-Holt, 127P/Holt-Olmstead e 128P/Shoemaker-Holt e le comete non periodiche C/1988 J1 Shoemaker-Holt e C/1988 L1 Shoemaker-Holt-Rodriguez.
Gli è stato dedicato l'asteroide 4435 Holt.
| 4502 Elizabethann    | 29 maggio 1989    |
| 4544 Xanthus         | 31 marzo 1989     |
| 4581 Asclepius       | 31 marzo 1989     |
| 4642 Murchie         | 23 agosto 1990    |
| 4643 Cisneros        | 23 agosto 1990    |
| 4711 Kathy           | 31 maggio 1989    |
| 4745 Nancymarie      | 9 luglio 1989     |
| 4955 Gold            | 17 settembre 1990 |
| 4958 Wellnitz        | 13 luglio 1991    |
| 5034 Joeharrington   | 7 agosto 1991     |
| 5132 Maynard         | 22 giugno 1990    |
| 5134 Ebilson         | 17 settembre 1990 |
| 5185 Alerossi        | 15 settembre 1990 |
| 5235 Jean-Loup       | 16 settembre 1990 |
| 5261 Eureka          | 20 giugno 1990    |
| 5290 Langevin        | 30 luglio 1990    |
| 5338 Michelblanc     | 13 settembre 1991 |
| 5406 Jonjoseph       | 9 agosto 1991     |
| 5439 Couturier       | 14 settembre 1990 |
| 5442 Drossart        | 12 luglio 1991    |
| 5443 Encrenaz        | 14 luglio 1991    |
| 5444 Gautier         | 5 agosto 1991     |
| 5445 Williwaw        | 7 agosto 1991     |
| 5446 Heyler          | 5 agosto 1991     |
| 5447 Lallement       | 6 agosto 1991     |
| 5485 Kaula           | 11 settembre 1991 |
| 5519 Lellouch        | 23 agosto 1990    |
| 5523 Luminet         | 5 agosto 1991     |
| 5524 Lecacheux       | 15 settembre 1991 |
| 5584 Izenberg        | 31 maggio 1989    |
| 5594 Jimmiller       | 12 luglio 1991    |
| 5595 Roth            | 5 agosto 1991     |
| 5596 Morbidelli      | 7 agosto 1991     |
| 5597 Warren          | 5 agosto 1991     |
| 5598 Carlmurray      | 8 agosto 1991     |
| 5642 Bobbywilliams   | 27 luglio 1990    |
| 5643 Roques          | 22 agosto 1990    |
| 5644 Maureenbell     | 22 agosto 1990    |
| 5833 Peterson        | 5 agosto 1991     |
| 5919 Patrickmartin   | 5 agosto 1991     |
| 5963 Terryalfriend   | 24 agosto 1990    |
| 5964 Johnjunkins     | 23 agosto 1990    |
| 5971 Tickell         | 12 luglio 1991    |
| 5972 Harryatkinson   | 5 agosto 1991     |
| 6011 Tozzi           | 29 agosto 1990    |
| 6013 Andanike        | 18 luglio 1991    |
| 6014 Chribrenmark    | 7 agosto 1991     |
| 6015 Paularego       | 7 agosto 1991     |
| 6016 Carnelli        | 7 agosto 1991     |
| 6018 Pierssac        | 7 agosto 1991     |
| 6069 Cevolani        | 8 agosto 1991     |
| 6131 Towen           | 27 luglio 1990    |
| 6132 Danielson       | 22 agosto 1990    |
| 6133 Royaldutchastro | 14 settembre 1990 |
| 6134 Kamagari        | 15 settembre 1990 |
| 6135 Billowen        | 14 settembre 1990 |
| 6154 Stevesynnott    | 22 agosto 1990    |
| 6243 Yoder           | 27 luglio 1990    |
| 6311 Porubčan        | 15 settembre 1990 |
| 6312 Robheinlein     | 14 settembre 1990 |
| 6314 Reigber         | 17 settembre 1990 |
| 6386 Keithnoll       | 10 luglio 1989    |
| 6406 Mikejura        | 28 giugno 1992    |
| 6641 Bobross         | 29 luglio 1990    |
| 6651 Rogervenable    | 10 settembre 1991 |
| 6714 Montréal        | 29 luglio 1990    |
| 6715 Sheldonmarks    | 22 agosto 1990    |
| (6716) 1990 RO1      | 14 settembre 1990 |
| 6726 Suthers         | 5 agosto 1991     |
| 6781 Sheikhumarrkhan | 19 luglio 1990    |
| 6904 McGill          | 22 agosto 1990    |
| 6914 Becquerel       | 3 aprile 1992     |
| 6974 Solti           | 27 giugno 1992    |
| 7055 Fabiopagan      | 31 maggio 1989    |
| 7057 Al-Fārābī       | 22 agosto 1990    |
| 7058 Al-Ṭūsī         | 16 settembre 1990 |
| 7059 Van Dokkum      | 18 settembre 1990 |
| 7060 Al-'Ijliya      | 16 settembre 1990 |
| 7065 Fredschaaf      | 2 agosto 1992     |
| 7124 Glinos          | 24 luglio 1990    |
| 7194 Susanrose       | 18 settembre 1993 |
| 7521 Wylezalek       | 24 agosto 1990    |
| 7936 Mikemagee       | 30 luglio 1990    |
| 8015 Marksimons      | 24 agosto 1990    |
| 8027 Robertrushworth | 7 agosto 1991     |
| 8029 Miltthompson    | 15 settembre 1991 |
| 8280 Petergruber     | 7 agosto 1991     |
| 8380 Tooting         | 29 settembre 1992 |
| 8494 Edpatvega       | 25 luglio 1990    |
| 9175 Graun           | 29 luglio 1990    |
| 9584 Louchheim       | 25 luglio 1990    |
| 10081 Dantaylor      | 29 luglio 1990    |
| 10082 Bronson        | 29 luglio 1990    |
| 10083 Gordonanderson | 22 agosto 1990    |
| 10084 Rossparker     | 25 agosto 1990    |
| 10085 Jekennedy      | 25 agosto 1990    |
| 10086 McCurdy        | 16 settembre 1990 |
| 10087 Dechesne       | 18 settembre 1990 |
| 10096 Colleenohare   | 13 settembre 1991 |
| 10097 Humbroncos     | 15 settembre 1991 |
| 10112 Skookumjim     | 31 luglio 1992    |
| 10113 Alantitle      | 6 agosto 1992     |
| 10133 Gerdahorneck   | 15 aprile 1993    |
| 10135 Wimhermsen     | 13 giugno 1993    |
| (10336) 1991 PJ12    | 7 agosto 1991     |
| 12321 Zurakowski     | 4 agosto 1992     |
| 13514 Mikerudenko    | 18 giugno 1990    |
| 14002 Johngoodhue    | 15 giugno 1993    |
| 18349 Dafydd         | 25 luglio 1990    |
| 20009 Joerao         | 18 luglio 1991    |
| 20011 Baryshnikov    | 5 agosto 1991     |
| 20013 Nureyev        | 11 settembre 1991 |
| 20014 Annalisa       | 13 settembre 1991 |